# Libri di sangue
Libri di sangue è un singolo del rapper italiano Frankie hi-nrg mc, pubblicato nel 1993 come secondo estratto dal primo album in studio Verba manent.

## Descrizione
Il brano non è altro che una critica alle ingiustizie della società, con riferimenti al sessismo, al razzismo e all'intolleranza nei confronti degli immigrati e degli stranieri e nei confronti dei "diversi" in generale. Inoltre nel testo vengono citati la Zulu Nation e il caso Rodney King.
Il titolo del brano è ispirato ai Books of Blood di Clive Barker.

## Video musicale
Del videoclip esistono due versioni, la prima è quella della "versione album", mentre la seconda quella della versione "radio mix", entrambe dirette dal regista Alex Infascelli e che vedono la partecipazione dell'attrice Asia Argento.  Nella prima si alternano momenti in cui vediamo Frankie in uno studio che rappa e scrive la canzone intervallati da immagini di Asia Argento con un libro, mentre il testo scorre in sovrimpressione sullo schermo. Nella seconda vediamo il rapper cantare la canzone accompagnato da un bassista (interpretato dallo stesso Infascelli) in una stanza piena di schermi che mostrano immagini legate con i temi trattati dalla canzone, che a intervalli regolari vengono mostrate anche a pieno schermo. Alla fine viene inquadrata Asia Argento bendata, con in mano lo stesso libro del primo video. Parti di entrambi i video possono essere notate in quello girato per la canzone Autodafè.

## Tracce
CD singolo
1. Libri di sangue (Radio Mix) – 4:54
2. Libri di sangue (versione album) – 5:35

12"
1. Libri di sangue (Extended Mix) – 5:55
2. Libri di sangue (Instrumental) – 5:55